# Estadio Juan Pasquale
El estadio Juan Pasquale es el actual estadio del Club Atlético Defensores de Belgrano ubicado en el Barrio de Núñez, en la ciudad de Buenos Aires, Argentina. Es popularmente conocido como «el nido del Dragón».[cita requerida]

## Historia
El estadio de Defensores de Belgrano, ubicado en la calle Comodoro Rivadavia 1450 del barrio de Núñez, en la Capital Federal; fue inaugurado el 25 de mayo de 1910. Con el tiempo fue remodelado y desde 2007 alberga a 9.000 espectadores, distribuidos de la siguiente manera:
- 4.500 Tribuna Local Marquitos Zucker.
- 3.500 Tribuna Visitante Rodolfo C. Chiti.
- 1.000 Platea Daniel Deluca.

Las dimensiones del terreno son de 98 x 68 m.